# Поляков Сергій Іванович
Поляков Сергій Іванович (1957—2016) — український історик, професор, завідувач кафедри міжнародного права, історії права та політико-правових вчень (с 2010) та декан юридичного факультету (2008—2014) Дніпропетровського національного університету імені Олеся Гончара. Кандидат історичних наук. Учень професора В. Якуніна, багаторічного завідувача кафедри української історії та етнополітики Дніпропетровського національного університету.
Як відзначав к.і.н., доц. Коломоєць Юрій Іванович - як кандидатську дисертацію Поляков написав синтетичну роботу про всю закордонну діяльність російської соціал-демократичної партії. Біограф В. І. Ульянова.
Член редакційної колегії фахового видання «Актуальні проблеми вітчизняної юриспруденції». Укладач книги «Професор Анатолій Михайлович Черненко та його наукова діяльність».

## Праці
- История Днепропетровского университета / Відп. ред. В. Ф. Прісняков — Дніпропетровськ: ДДУ, 1993. — 240 с. (Співавтори — С. І. Поляков, Ю. А. Лопатін, А. Б. Шляхов, Є. І. Бородін)
  - Історія Дніпропетровського національного університету / Голова редколегії М. В. Поляков. 3 вид., перероб. і доп. — Д.: Вид-во Дніпропетр. ун-ту, 2003. — 232 с. (колективна монографія). (Співавтори — Ю. А. Лопатін, В. Д. Мирончук, С. І. Світленко, С. І. Поляков, В. В. Іваненко, І. А. Шахрайчук, В. Я. Яценко, Т. М. Кондратюк, Є. І. Бородін, А. Г. Болєбрух)
- Професор Анатолій Михайлович Черненко та його наукова діяльність / уклад. : Ю. І. Коломоєць, С. І. Поляков, О. Б. Шляхов; Дніпропетровський нац. ун-т ім. О. Гончара. — Дніпропетровськ: Ліра, 2016. — 100 c. — [До 90-річчя від дня народження].